# مارسيلا أغانسيو
مارسيلا مارينو دي أغانسيو (24 يونيو 1860 – 30 مايو 1946), وتعرف باختصار باسم مارسيلا أغانسيو، تشتهر في الفلبين بأنها الخياطة الرئيسية لأول علم رسمي للفلبين. الأمر الذي أكسبها لقب «أم العلم الفلبيني».
ولدت مارسيلا لعائلة غنية في موطنها، تال، باتانغاس. أنهت دراستها في كلية سانتا ماتالينا، حيث درست الموسيقى والحِرف الأنثوية. بعمر الثلاثين، تزوجت مارسيلا للمحامي والقانوني الفلبيني دون فيليب أغانسيو، وأنجبت منه ستة أطفال. قادت زيجتها هاته إلى دورٍ هامٍ في التاريخ الفلبيني. فعندما نفي زوجها إلى هونج كونغ عقب اندلاع الثورة الفلبينية، انضمت مارسيلا وباقي الأسرة إلى وزجها وأقاموا هناك مؤقتًا لتجنب معاداة بعض الدول الأجنبية للفلبينيين. وخلال تواجدهم في هونج كونغ، طلب منها القائد إميليو أغينالدو خياطة علم يمثل دولتهم.حاكت مارسيلا مع ابنتها الكبرى وصديقة لها العلم بناءً على تصميم القائد ليصبح بعد ذلك العلم الرسمي للفلبين.

## نشأتها
ولدت مارسيلا يوم 24 يونيو 1860 في تال، باتانغاس، الفلبين كإبنة لكلًا من فرانسيسكو مارينو وإيوخينيا كورونيل. نشأت في منزل أجدادها الذي بناه جدها أندريس مارينو في سبعينيات القرن الثامن عشر في باتانغاس.
كإبنة لعائلة غنية ومتدينة، أشير إلى مارسيلا في قريتها بأنها Roselang Hubog وتعني «عذراء نُصِّبت في كنيسة القرية». وقد قُصّت الحكايات في منطقتها بأن الناس كانوا ينتظرون مجيئها صباحًا في باحة الكنسية لتحضر القداس بصحبة خادمة أو قريبة كبرى.
أرسلت مارسيلا بعد انقضاء تعليمها إلى دير «ستا» في مانيلا. وتأسس مجمع كاتالينا للراهبات الدومينيكانيات، وهي مدرسة مقتصرة على النساء، في مدينة إنتراموروس حيث أنهت دراستها الابتدائية والثانوية. في المجمع، تعلمت الأسبانية والموسيقى والحرف الأنثوية واللباقة المجتمعية. وقد أمضت مارسيلا فترة طفولتها بين المنزل والدير. ووفق ذلك، فقد تعلمت التطريز.

## صناعة العلم

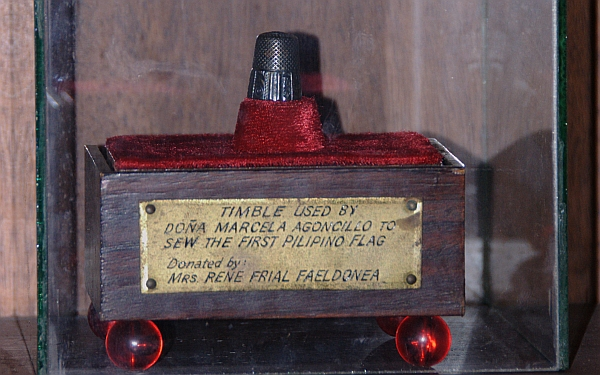
الكشتبان الذي استخدمته مارسيلا لخياطة أول علم للفلبين.

بعد توقيع ميثاق بياك-نا-باتو في 14 ديسمبر 1897، زار الجنرال أغوينالدو محل إقامة عائلة أغانسيو في هونج كونغ. وبعد لقاءه بهم، طلب الجنرال من مارسيلا أن تخيط علمًا فورًا وفق تصميمه الذي سيجسد الطموحات الوطنية لشعب الفلبين. استجابت مارسيلا وطلبت المساعدة من أختها الأكبر لورينزا والسيدة ديلفينا هيربوزا دي ناتيفيداد ابنة أخت خوسيه ريزال لأخته لوسيا.
استغرقت العملية وقتًا قصيرًا، لكنها لم تكن سهلة. فقد عملن يدويًا وأيضًا بالاستعانة بآلة الخياطة. وقد اضطررن لإعادة صنع العلم بعد أن وجدن أن أشعة الشمس لم تكن في المكان الصحيح. وقد عانين من أعينهن وأيديهن بسبب فترات العمل الطويلة. صنع العلم من حرير اشترته من هونغ كونغ، كما طُرِّز بالذهب واحتوى على شرائط زرقاء وحمراء ومثلث أبيض بوجود الشمس وثلاث نجمات عليه. انتهى العمل على العلم في خمسة أيام وأصبح يعرف ب«علم الشمس والنجوم».
يوم 17 مايو 1898، سلمت مارسيلا العلم بنفسها وكان ضمن عدة أشياء عاد بها أغوينالدو إلى مانيلا. وعلق هذا العلم على نافذة منزل أغوينالدو في كاويت، كافيتي أثناء إعلان استقلال الفلبين يوم 12 يونيو 1898 مصاحبًا بالنشيد الوطني للفلبين «مارشا فيليبينا». على الرغم من ذلك، لم تشهد مارسيلا العرض العام الأوّل للعلم أو حتّى وقت رفع العلم خلال مؤتمر مالولوس نظرًا لبقائها مع زوجها في هونج كونغ.